# 熊本県警察
熊本県警察（くまもとけんけいさつ）は、熊本県公安委員会の管理の下、熊本県が設置した警察組織である。熊本県を管轄区域とし、熊本県警と略称する。給与支払者は熊本県知事である。警察庁九州管区警察局管内。本部所在地は熊本市中央区水前寺6丁目18番1号。

## 組織

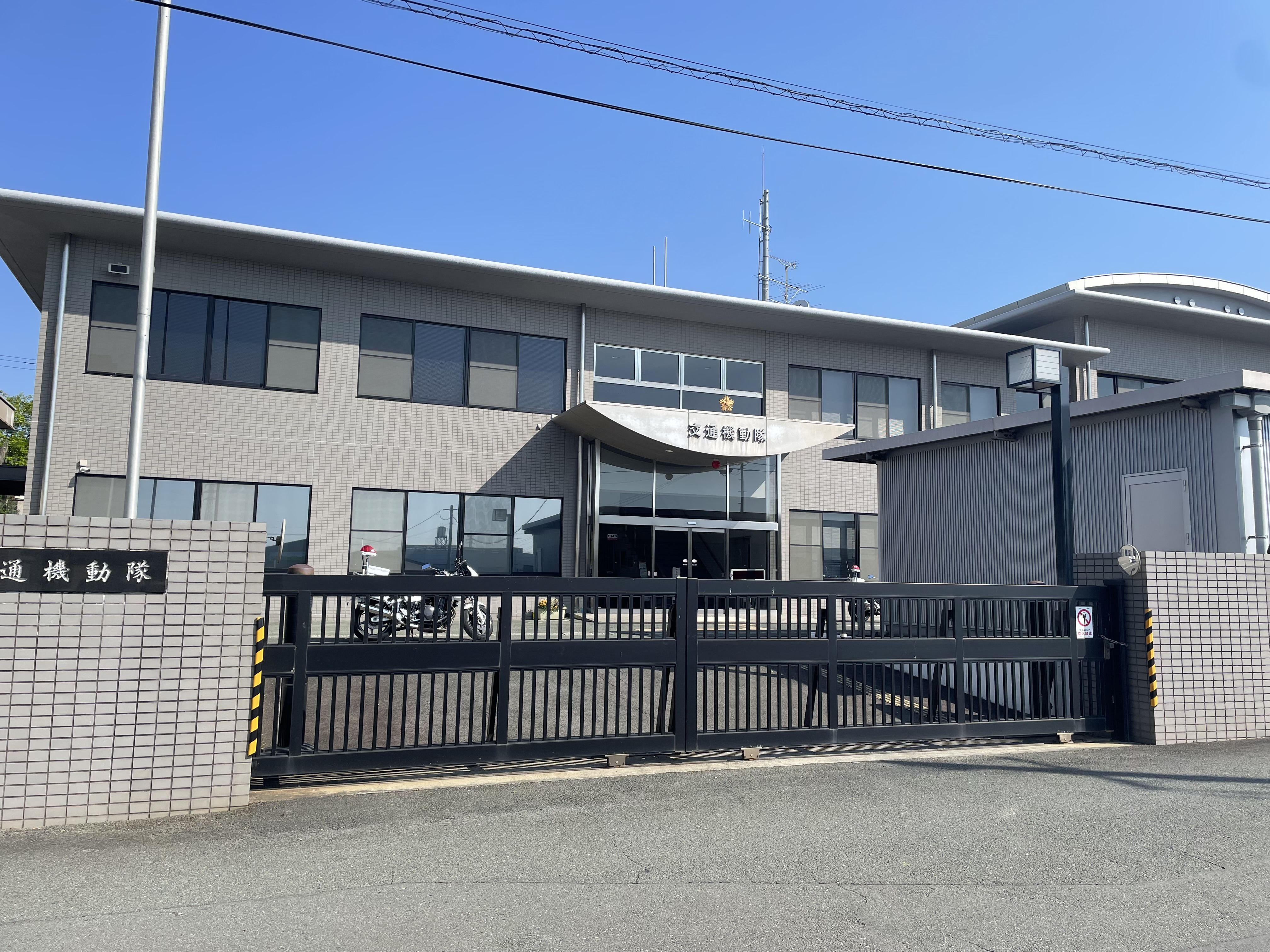
交通機動隊

- 警務部
  - 総務課
    - 秘書官
    - 公安委員会事務室
    - 取調べ監督指導室

  - 警務課
    - 人事企画室

  - 監察課
  - 会計課
    - 会計企画指導室
    - 会計監査室
    - 施設装備室

  - 教養課
    - 教養指導官
    - 師範
    - 術科・体育指導室

  - 厚生課
    - 健康管理室

  - 情報管理課
  - 広報県民課
    - 文書情報室
    - 犯罪被害者支援室
    - 警察安全相談室

  - 留置管理課

生活安全部
  - 生活安全企画課
    - 犯罪抑止対策室
    - 少年保護対策室
    - 許可等事務担当室

  - 人身安全対策課
  - 生活環境課
    - 生活環境事犯対策室
    - 繁華街特別対策室

  - サイバー犯罪対策課
  - 地域課
    - 鉄道警察隊

  - 通信指令課

刑事部
  - 刑事企画課
    - 刑事企画・指導室

  - 捜査支援分析課
  - 捜査第一課
    - 組織窃盗対策官
    - 窃盗犯対策室

  - 捜査第二課
  - 組織犯罪対策課
    - 組織犯罪特捜第一係
    - 組織犯罪特捜第二係
    - 組織犯罪特捜第三係
    - 暴力団対策室

  - 国際・薬物銃器対策課
  - 鑑識課
    - 鑑識指導官

  - 科学捜査研究所
    - 首席研究主幹
    - 研究官

  - 機動捜査隊

交通部
  - 交通企画課
    - 事故分析官
    - 交通事故防止総合対策室

  - 交通指導課
    - 交通指導官
    - 被害者連絡調整官
    - 交通事故鑑識官
    - 自転車・小型モビリティ対策係
    - 交通反則通告センター
      - 通告官
      - 通告補佐官

    - 交通捜査室

  - 交通規制課
  - 運転免許課
  - 運転免許試験課
    - 外国人免許切替係　　　　　交通機動隊

  - 交通機動隊
    - 訓練指導官

  - 高速道路交通警察隊

警備部
  - 警備第一課
  - 警備第二課
    - 危機管理室
    - 航空隊

  - 外事課
  - 機動隊

熊本市警察部
  - 庶務課

熊本県警察学校
  - 師範

## 警察署

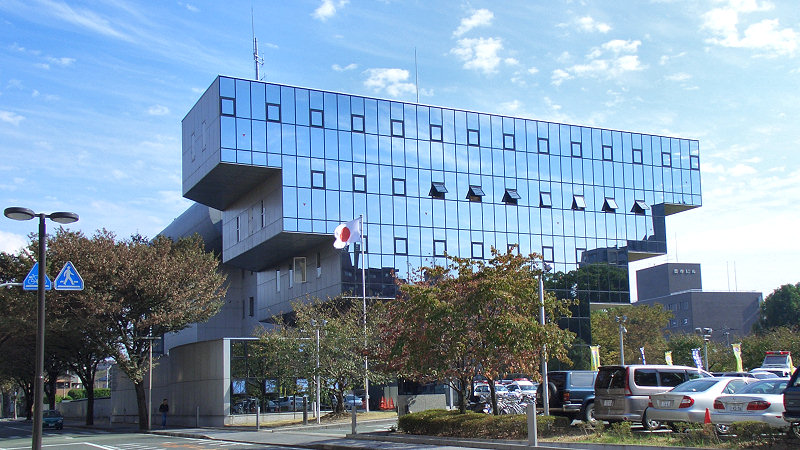
熊本中央警察署

警察署数は23。警察車両のナンバー地名はすべて「熊本」である。警察署長の階級は熊本中央警察署および熊本南警察署が警視正、他署はすべて警視。
| 地域 | 地域 | 警察署名称       | 所在地         | 管轄区域                                                                                                   | 備考                         |
| ---- | ---- | ---------------- | -------------- | --- | ---------------------------- |
| 熊本 | 玉名 | 荒尾警察署       | 荒尾市         | 荒尾市、玉名郡長洲町                                                                                       |                              |
| 熊本 | 玉名 | 玉名警察署       | 玉名市         | 玉名市、玉名郡玉東町・和水町・南関町                                                                       |                              |
| 熊本 | 鹿本 | 山鹿警察署       | 山鹿市         | 山鹿市 |                              |
| 熊本 | 菊池 | 菊池警察署       | 菊池市         | 菊池市 |                              |
| 熊本 | 菊池 | 大津警察署       | 菊池郡大津町   | 菊池郡大津町（熊本空港を除く）・菊陽町（熊本空港周辺を除く） 阿蘇郡西原村                                  |                              |
| 熊本 | 阿蘇 | 小国警察署       | 阿蘇郡小国町   | 阿蘇郡小国町・南小国町                                                                                     |                              |
| 熊本 | 阿蘇 | 阿蘇警察署       | 阿蘇市         | 阿蘇市、阿蘇郡産山村                                                                                       | 旧一の宮警察署               |
| 熊本 | 阿蘇 | 高森警察署       | 阿蘇郡高森町   | 阿蘇郡高森町・南阿蘇村                                                                                     |                              |
| 熊本 | 熊本 | 熊本中央警察署   | 熊本市中央区   | 熊本市中央区（北部）・西区（北東部）                                                                       | くまもとアートポリス参加施設 |
| 熊本 | 熊本 | 熊本南警察署     | 熊本市南区     | 熊本市中央区（南部）・西区（中南部）・南区                                                                 |                              |
| 熊本 | 熊本 | 熊本東警察署     | 熊本市東区     | 熊本市中央区（東部）・東区 菊池郡大津町（熊本空港）・菊陽町（熊本空港周辺） 上益城郡益城町（熊本空港周辺） |                              |
| 熊本 | 熊本 | 熊本北合志警察署 | 熊本市北区     | 熊本市北区、合志市                                                                                         |                              |
| 熊本 | 熊本 | 御船警察署       | 上益城郡御船町 | 上益城郡御船町・嘉島町・益城町（熊本空港周辺を除く）・甲佐町                                               |                              |
| 熊本 | 熊本 | 山都警察署       | 上益城郡山都町 | 上益城郡山都町                                                                                             | 旧矢部警察署                 |
| 熊本 | 宇城 | 宇城警察署       | 宇城市         | 宇土市、宇城市、下益城郡美里町                                                                             | 旧松橋警察署                 |
| 熊本 | 八代 | 八代警察署       | 八代市         | 八代市、八代郡氷川町                                                                                       |                              |
| 熊本 | 葦北 | 芦北警察署       | 葦北郡芦北町   | 葦北郡芦北町                                                                                               |                              |
| 熊本 | 葦北 | 水俣警察署       | 水俣市         | 水俣市、葦北郡津奈木町                                                                                     |                              |
| 熊本 | 球磨 | 人吉警察署       | 人吉市         | 人吉市、球磨郡錦町・相良村・五木村・山江村・球磨村                                                         |                              |
| 熊本 | 球磨 | 多良木警察署     | 球磨郡多良木町 | 球磨郡多良木町・湯前町・水上村・あさぎり町                                                                 |                              |
| 熊本 | 天草 | 上天草警察署     | 上天草市       | 上天草市                                                                                                   | 旧大矢野警察署               |
| 熊本 | 天草 | 天草警察署       | 天草市本渡     | 天草市北部（牛深警察署の管轄区域を除く）、天草郡苓北町                                                     | 旧本渡警察署                 |
| 熊本 | 天草 | 牛深警察署       | 天草市牛深     | 天草市南部（旧牛深市、河浦町、天草町大江向）                                                               |                              |

## 最近の主な事件
- 県内で発生した三菱自動車製の自動車事故の捜査を進める中で、同社のリコール隠しを突き止めた。その時の捜査ノウハウを利用して、後にトヨタ自動車を、同社がハイラックスサーフのリコールを放置していたという疑惑について捜査を行い、同社担当部長3人を書類送検した。ただし同事件については、熊本県警が「リコール隠し」を疑って捜索をするもそれを裏付ける証拠は何ら発見することができず、不起訴処分（嫌疑不十分）となった。

## 不祥事
- 2004年5月24日午前7時半頃、県警機動隊所属の男性巡査（22）が県警機動隊員独身寮内で首を吊って自殺しているのが隣室のレスキュー隊の警察官により発見された。現場には「僕は死にます。先輩方のせいではありません」などとする遺書が残されていた。発見者は119番通報の際、消防局から心肺蘇生を指示されたが行っておらず、 救急隊が駆けつけた際には依然巡査は吊るされたままであった。また、携帯メールなどはすべて抹消されていた[1]。

巡査は2001年4月、熊本県内の高校を卒業後、警察学校に入校。熊本市内の警察署を経て2003年8月、機動隊に入隊した。剣道四段で段別選手権などの大会に出場、準優勝するなどの実績があった。
巡査の父親は全日本選手権や世界大会で優勝するなど剣道界の第一人者として知られ、県警職員の傍ら、武道全般の首席師範を務めていた。しかし、数年前より県警剣道部OBの元警察学校教官を会長とするグループが剣道部内に組織され、ほぼ全員が参加する中、元教官と父親とが対立関係にあったために巡査は勧誘されず入会していなかった。
2002年に県警剣道部の特練部員として指名されたが、約3年前から先輩らにあいさつしたり、話しかけても無視され、部員の結婚式にも一人だけ招待されず、練習日程を教えてもらえないため、他の道場に通うこともあったという。
また、練習中、先輩から竹刀で後頭部をこづかれたり、のど元への突きを執ように繰り返されていた。2004年に高校時代の剣道仲間が巡査ののど周辺に青アザや切り傷が複数あるのを不審に思い詰問。嫌がらせにあっていることを泣きながら打ち明けたという。
巡査はまじめでグチを言わない性格であったものの、2004年には「剣道部では1対11。いじめに耐えられず、警察を辞めたいが、父に迷惑がかかる。簡単には辞められない」等、周囲に漏らしていた。
巡査の両親は「いじめの背景には、この父親をねたむ勢力による排斥行為があった」と主張、「組織的いじめ」を自殺の原因として2007年4月に約6960万円の損害賠償を求めて熊本地裁に提訴。2010年9月に地裁が両親、県警側双方に和解を打診したが県警側が拒否、2011年2月16日、地裁はいじめがあったことを認め、県に計200万円の支払いを命じた。県側は不服として即日控訴したが福岡高裁により棄却され、12月28日に上告を断念。県側の敗訴が確定した。
この判決の一方で、被疑者である会長兼剣道部監督（当時）に対しては熊本県・全日本剣道連盟ともに特段の処分は行わず、翌年行われた「第10回 全日本選抜剣道八段優勝大会」にも出場。熊本県警を定年退職後は全日本剣道連盟常任理事、強化委員長の役職についており、雑誌のコラムも担当している。
- 強姦致傷罪で逮捕され起訴された被疑者が、取調べ中に、取調べに当たっていた警察官が持ち込んでいた捜査資料に書かれていた被害者の女性の住所を盗み見し、その住所を基に被害者女性に謝罪文を送っていたことが判明した。この件は、当該事件の裁判員裁判において、被告人が発言したことで発覚したもので、同県警の被害者に対する配慮・情報秘匿に疑問の声が出ている[8]。
- 警務部の50歳代の男性警部が、2010年8月から2012年11月頃にかけ、新任職員数人に対し警察本部庁舎でのエレベーター使用を禁止させるパワハラ行為を行ったり、女性職員の体を触ったり宴会の席で抱き付くなどのセクハラ行為を行っていたとして、県警は2013年3月14日にこの警部を停職3か月の懲戒処分とした[9]。
- 本部の40歳代の男性警部が、2012年12月頃から2016年6月にかけて不倫関係にあった女性に、勤務時間中に捜査車両を用いて会いに行っていたとして、県警は2016年8月19日にこの警部を減給10分の1の処分とした[10]。
- 熊本北警察署の鑑識係長だった男性警部補が、実績の評価を上げる目的で、2010年4月から2016年9月まで指紋の自動識別システムで採取した被疑者の指紋を採取し、事件の現場や証拠品から採ったように装い、偽造の捜査資料約120件を本部鑑識課に報告。当該警部補は、偽造指示に従わなかった部下に対して長時間の叱責や強要行為を行っていた。2017年3月28日、同警は警部補を停職6か月、部下4人を戒告の懲戒処分、黙認していた上司3人についても所属長注意とした。同年3月29日、当該警部補を証拠偽造の疑いで書類送検[11]。
- 警察署地域課の男性巡査長（20代）が2020年12月5日、熊本市中央区の国道3号で、酒気を帯びて自分の車を運転。県警は12月25日、男性巡査長を停職6か月の懲戒処分とし、男性巡査長は同日付で依願退職[12]。
- 男性巡査長（30代）が、2020年6～9月に計3回、勤務中に管内のマッサージ店で1回約2時間の施術を受け、職務を怠った。県警は12月25日、男性巡査長を減給10分1（3か月）の懲戒処分にした[12]。
- 男性巡査長(20代)が2024年10月、飲み会で参加した女性に不適切な行為をおこなったうえ、帰宅する際には、同僚の警察官に電話してパトカーで自宅まで送らせた。県警は、巡査長を停職１か月の懲戒処分とし、パトカーで送った同僚２人とこの飲み会に出席して同じくパトカーで自宅に送ってもらった別の同僚を所属長訓戒とした[13]。
- 女性巡査長(30代)が2025年2月、酒を飲んで車を運転して警察署に出勤した。巡査長は、前日の夜約3時間半にわたって自宅でレモンサワーなど約10杯を飲んだ。県警は、この巡査長を書類送検にした[13]。

## その他

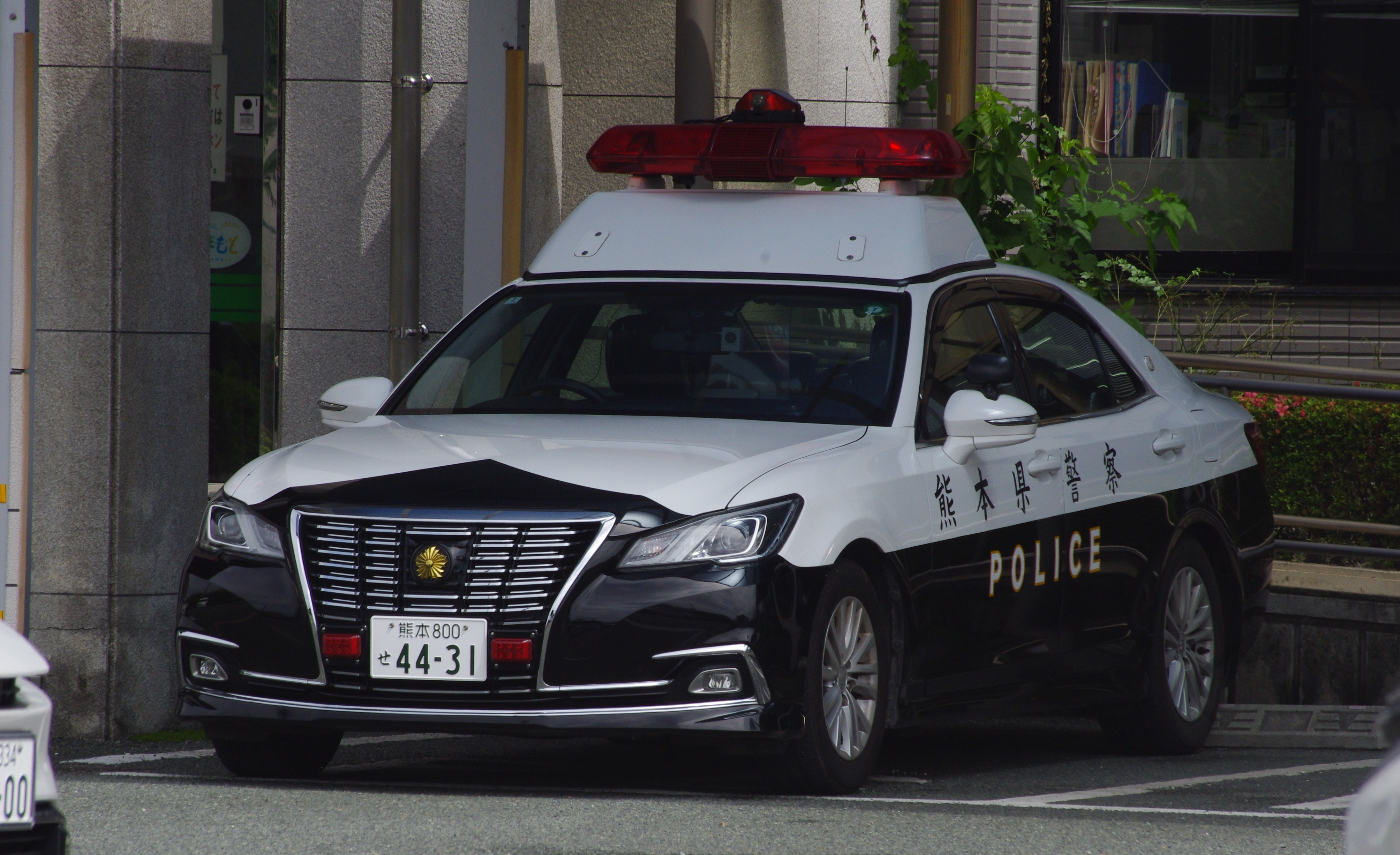
パトロールカー
- 熊本県警察で使われているパトロールカーに記される「熊本県警察」の文字は、県警OBで元柔道首席師範であった西山巌によって書かれた物が使用されている。

職員住宅
- 独身寮5寮153室
- 世帯用住宅約200棟

マスコットキャラクター
- 「ゆっぴー」（平成9年10月1日制定）
熊本の熊（ゆう）勇気の勇（ゆう）友達や友情の友（ゆう）優しさの優（ゆう）ひろがり、ゆとりの悠（ゆう）ポリスのP（ぴー）を組み合わせたもの。県民公募により命名。

交通情報板
- 2013年頃から熊本県内の交通情報板にオリンピックやサッカー・ワールドカップといった国際的なスポーツイベントや流行語などの時事ネタに絡めたユニークな標語を表示していることがあり、SNS上にて話題になることがある[14][15][16]。2019年2月に非売品ではあるが、ストラップを作成し、交通安全のイベントなどで配布したことがある[15]。